# Andrés Batista
Andrés Batista (Barcelona, España; 1937) es un músico español, concertista, profesor titulado y compositor de guitarra flamenca.

## Biografía artística
Con el maestro Antonio Francisco Serra, Andrés Batista hizo estudios musicales y aprendió guitarra clásica; con el maestro Miguel Borrull hijo, aprendió guitarra flamenca. 
Batista tiene una amplia trayectoria de conciertos y como acompañante de los grandes nombres del baile, como son  Carmen Amaya, Antonio "El Farruco", Vicente Escudero, María Márquez, Ana Mercedes y Antonio Español, "La Singla "Susana y José, etc; y del cante: El Terremoto, Antonio "El Chocolate", Roque Jarrito, José Salazar, Juan Cantero y otros. Tomó parte en la película de Rovira Beleta Los Tarantos.
Su prolífica labor didáctica comprende desde los distintos cursos impartidos en el conservatorio del Real y el de la Comunidad de Madrid, el Superior de Sevilla, el Manuel de Falla de Buenos Aires, el de Zúrich, en Alemania y en Francia, hasta la celebración de conferencias en centros culturales como la Fundación March, el Festival de la Guitarra Flamenca en el Gran Teatro de Córdoba, en la Universidad Complutense de Madrid, en los cursos de verano en El Escorial y Ronda (Málaga). A todo ello, se unen las trece obras publicadas que aportan un progresivo y variado plan de estudios técnico, teórico-musical, acompañamiento al cante y al baile y también solista, a dúo, trío, cuarteto y quinteto, con la clara y correcta escritura de los rasgueos y el alzapúa y el adecuado compás rítmico de las bulerías.
Los libros El Flamenco y su vibrante mundo, Maestros y estilos y Arte Flamenco proporcionan todas las explicaciones referentes a este arte tales como datos históricos, biografías, anécdotas, esquemas del cante y el baile, ejemplos musicales escritos con claridad y sencillez que facilitan una documentación altamente valiosa y de gran utilidad para cualquiera, profesional o aficionado.
También acompañó varias veces al artista Josep Maria Valentí "El Chacho", uno de los creadores y mejores representantes de la rumba catalana.
Los prólogos de sus obras cuentan con los nombres de Joaquín Rodrigo, Federico Moreno Torroba, Tomás Marco, Enrique García Asensio y Claudio Prieto, y los de los flamencólogos F. Vallecillo, M. Ríos Ruiz, F. Perujo y Antonio Barbán.

## Obras publicadas
Ha publicado los siguientes títulos:
- Método de guitarra (10.ª edición)
- Cuaderno n.º 1 (6.ª edición)
- Cuaderno n.º 2 (6.ª edición)
- Maestros y estilos (6.ª edición) (Libro)
- Apuntes Flamencos n.º 1 (7.ª edición), con CD
- Apuntes Flamencos n.º 2 (7.ª edición)
- Apuntes Flamencos n.º 3 (7.ª edición)
- Apuntes Flamencos n.º 4
- Paisajes y Trilogía
- El Flamenco y su vibrante mundo
- Flamenco actual
- Resonancias del sur
- Arte flamenco
- Temas andaluces y flamencos

Próximas publicaciones
- Querencias y Mosaico Español
- A.B.C. para tocar la guitarra española en sus tres vertientes (flamenca, clásica y de acompañamiento)
- Manual flamenco para el guitarrista y Tratado de Flamencología

## Repertorio de dúos, tríos, cuartetos y quintetos
Dúos (compositorAndrés Batista)
- 1/ Aires malagueños[2] (fandangos verdiales)
- 2/ Los Puertos[3] (cantiñas)
- 3/ Candelera (Bulerías de Cádiz)
- 5/ Cafetal (colombianas)
- 6/ Lamento del Lagunilla (farruca)
- 7/ Rondando (campanilleros)
- 8/ Palmeras (danzón)
- 9/ Recuerdo (canción)
- 10/ Mis flecos (tanguillo)
- 11/ Antillana (rumba)
- 12/ Aleteo (vals)
- 13/ Aires caribeños (colombianas)
- 14/ En ondas (capricho)
- 15/ Como tú (rumba)
- 16/ Barrio del Cañaret (garrotín)
- 17/ Mayoral (fandangos verdiales)
- 18/ Luz del alba (villancico)

Con otros autores
- 1/ Flamenquería (bulerías) con piano A. Batista y A. Robledo

- 2/ Ocho canciones japonesas (arregladas por A. Francisco Serra y A. Batista)
  - Hamabe no uta
  - Hama chidori
  - To Ryanse
  - Yashi no mi
  - Sakura
  - Yoi machi gusa
  - Ko jo no Tsuki
  - Han no machi
- 3/ Romance de amor (A. Francisco  Serra y Andrés Batista)
- 4/ Campiña andaluza (Alegrías). Compositor: Sabicas
- 5/ Perfil flamenco (Zapateado). Compositor: Esteban de Sanlúcar (ambas —4 y 5— arregladas por Antonio Francisco Serra y Andrés Batista)
- 6/ Zambra del Río. Compositor: Antonio Francisco Serra

Tríos (compositorAndrés Batista)
- 1/ Recuerdos antillanos (Danzón)
- 2/ Diálogos (Aires de tarantas)

Cuartetos
- Campo andaluz (tonada)
- Taconeo (zapateado)

Quintetos
- 1/  “Trilogía” 
  - Bailaora (zapateado catalán) 2/ Peregrinos (tonada) 5/ Candela (rumba)
  - Faiquiña de Montoya (farruca) 3/ Jerezana (bulerías) 6/ Caminante (rumba)
  - Barrio de Santiago (bulerías) 4/ Azahar (rumba)

- 5/ “Mosaico español”: Cataluña - Galicia - Andalucía y Aragón. Arreglo sobre melodías populares de estas cuatro regiones españolas.

Con orquesta (compositor Andrés Batista)
- Pinacenda (bulerías)
- Jirones flamencos (aires festeros)
- Camino de Totana (tarantas)
- Ilusión (rumba) Nostalgia flamenca (taranto)
- Aires guajiros (guajiras)
- Campero (zapateado)
- Contrastes flamencos (tanguillo; compuesto con A. Robledo).

## Premios
Entre otros, tiene los siguientes premios y reconocimientos:
- Premio Nacional de Guitarra.
- Medalla de Honor en el Festival Mundial Fol. en Italia.
- Disco de Oro de Radio Madrid.
- Premio al Mejor Intérprete en el Concurso Internacional de Radio Televisión Alemana celebrado en Fráncfort del Meno.
- Titulación como Profesor de Guitarra Flamenca concedida en el año 1977 por el Excelentísimo Ministerio de Educación de España.